# MyTV
是香港電視廣播有限公司旗下電視廣播互聯網有限公司（即「tvb.com」）於2008年11月成立的網路電視平台，讓觀眾可以隨時隨地透過網上「足本重溫」部分無綫電視節目，並以「電視劇」、「綜藝娛樂」、「飲食旅遊」、「生活消閒」、「新聞財經」、「音樂」、「KIDS（兒童節目）」、「資訊」、「其他」分類。而在「音樂」分類頁面中，myTV會顯示該星期的勁歌金榜及TVB8金曲榜。
除桌面電腦、筆記型電腦及Netbook平台外，myTV還曾經透過同名流動應用程式支援各種主流流動裝置平台，包括Android、iOS及Blackberry；手機應用程式於2016年11月16日被myTV SUPER取代，網上版本亦於2017年4月17日被myTV SUPER取代而中止，這標誌着myTV和GOTV全面終止服務。
雖然在推出初期任何人只要連上網都能直接收看，但隨即遭到中國大陸的封鎖，導致無綫電視以“版權”為名義加以限制，導致鄰近的澳門，以至身在外地的港人均無法享受服務。澳門已於2013年8月開放服務。現時香港以外地區會被提醒，因版權原因而無法收看任何myTV節目和直播頻道。無綫電視曾在2014節目巡禮上公布，myTV服務將擴充功能至廣東省與澳門，但基於各地政策有異，無綫決定改以其他網絡平台提供服務。

## 功能

### 回應
用戶可透過Facebook或tvb.com的帳戶登入留言。每則留言分別有一個「噓」按鈕和一個「頂」按鈕，供其他用戶對該則留言的感覺。用戶只需將tvb.com的帳號與Facebook帳號連接，便可自動發佈所發表的留言到該用戶的facebook與朋友分享。用戶的暱稱前面亦有facebook圖示以資識別。

### 我的收藏
「我的收藏」是用戶的私人影片清單，類似YouTube的播放清單功能。
只要按下「心形」按鈕，該影片便會加到「我的收藏」之上。
用戶最多可儲存50條影片。（需要註冊）

### 影片分享
只要按下「分享」按鈕，用戶便可透過Facebook或電郵分享視訊影片。（需要註冊）

### 影片分段
可快速尋找每段影片中的某段內容，只要將滑鼠移到時間軸上的小圓點，便會顯示該章節的標題，再點擊小圓點便可直接播放該章節。

### 影片資訊
每當播放器的右下角出現「i資訊」按鈕，按下便會顯示有關影片的資訊。例如: 部分飲食節目會出現食譜，以方便觀眾抄寫；以及依分段播放節目以方便收看。

### 影片畫質
早期myTV僅提供360p（H）和360p（L）兩種畫質以供收看。2013年7月起，重温節目提供240p、360p和720p三種畫質，但網上直播畫質則為自動。

## 網上直播

myTV Live的標誌。

早期myTV僅提供《六點半新聞報道》、《創富坊》的節目直播，2009年3月起，myTV提供互動新聞台24小時的網上直播頻道。
2010年8月2日起，myTV更提供高清翡翠台黃金時段及J2人氣皇牌節目《兄弟幫》的節目直播。2011年10月17日起，高清翡翠台的直播時間更擴展至24小時。11月28日起，J2的直播時間亦擴展至每日24小時。2015年5月29日起，myTV更提供翡翠台24小時的網上直播頻道，但不限翡翠台播映的港台節目。（其後可以直播港台節目）當翡翠台播映港台節目期間，網上直播會顯示「因節目版權所限，直播將於稍後恢復」字樣。2016年2月22日，高清翡翠台改名為J5，並繼續24小時的網上直播頻道。2016年4月6日起，明珠台的直播時間更擴展至24小時。
網上直播頻道採用的實時串流技術同步發放電視訊號，可即時回放近30分鐘內播出的內容，不過訊號比正常電視接收有延遲，亦不能選擇聲道、字幕和使用MHEG-5互動資訊功能。不過，過往有部分時間不能使用即時回放功能。2013年6月中期，為配合2013年洲際國家盃，網上直播頻道可即時回放3小時前播出的內容，但後來又回復為30分鐘。而當有體育賽事（如德國盃、世界盃）或特別場合（如《萬千星輝頒獎典禮》紅地氈盛況、香港國際影視展）亦會提供額外直播頻道讓觀眾收看。而2015年9月起逢賽馬日更加提供賽馬直播。
因版權所限，部分外購節目（如《高清好戲派》）、部分自製節目（如《超級巨聲2》，但後期已可提供直播）、外電、體育新聞片段及直播節目內涉版權問題的片段（包括部分商業廣告及宣傳片段）都暫時未能於網上播出。可於myTV流動版直播及網上直播的節目會在節目表中以彩色圓點標示，而不能提供直播的節目則以灰色圓點標示。
另因技術問題，Internet Explorer初期未能正常顯示高清翡翠台及J2的頻道播放器，須改用Mozilla Firefox、Google Chrome等其他主流瀏覽器觀看，而互動新聞台、《創富坊》的網上直播以及myTV+用戶則不受影響。因應2011年11月7日的服務升級，Internet Explorer現可正常顯示所有頻道播放器。
明珠台直播頻道採用Microsoft Silverlight技術，有別於其它直播頻道，須改用Internet Explorer或Safari觀看。

### 已停播直播頻道列表
| 頻道名稱                     | 啓播日期              | 停播日期               | 停播原因                                                                              |
| ---------------------------- | --------------------- | ---------------------- | ------------------------------------------------------------------------------------- |
| 高清翡翠台                   | 2010年8月2日          | 2016年2月22日上午 3:00 | 因2016年數碼頻道新安排被J5取代                                                        |
| 互動新聞台                   | 2009年3月             | 2017年4月17日          | MyTV終止服務，現於香港數碼電視83台及MyTV SUPER 83台播放，並改名為無綫新聞台           |
| J5                           | 2016年2月22日上午3:00 | 2017年4月17日          | MyTV終止服務，現於香港數碼電視85台及MyTV SUPER 85台播放，並改名為無綫財經 體育 資訊台 |
| J2                           | 2010年8月2日          | 2017年4月17日          | MyTV終止服務，現於香港數碼電視82台及MyTV SUPER 82台播放                               |
| 翡翠台                       | 2015年5月29日         | 2017年4月17日          | MyTV終止服務，現於香港數碼電視81台及MyTV SUPER 81台播放                               |
| 明珠台                       | 2016年4月6日          | 2017年4月17日          | MyTV 終止服務，現於香港數碼電視84台及MyTV SUPER 84台播放                              |
| 賽馬直擊（粵語，僅限賽馬日） | 2015年9月             | 2017年4月17日          | MyTV終止服務，現於YouTube播放                                                         |
| 賽馬直擊（英語，僅限賽馬日)  | 2015年9月             | 2017年4月17日          | MyTV終止服務，現於YouTube播放                                                         |

## 節目重溫
早期myTV僅提供無綫電視自製綜藝節目的足本重溫，自2009年初加入黃金時間及部分電視劇集，其後在2009年中更加入部分已播出的外購劇集和動畫。
2010年9月18日，myTV宣佈為提昇服務質素及用戶的觀賞經驗，除劇集維持7天觀賞時間外，其餘所有節目只保留30天（部分節目其後改為60日），包括舊有已上傳的節目亦只會保留到2010年10月18日。
不過由2017年4月17日起，免費版所有節目最多只保留7天。

### 節目分類
| 節目分類 |
| -------- |
| 劇集     |
| My Style |
| 綜藝娛樂 |
| 飲食旅遊 |
| 飲食旅遊 |
| 生活消閒 |
| 新聞財經 |
| 音樂     |
| Kids     |
| 動畫     |
| 資訊     |
| 體育     |

## myTV+
myTV+是myTV的升級版服務平台，除myTV所有基本功能外，myTV+用戶更享有額外功能，包括畫質提升（最高可達720p）、節目保留期延長、「我的觀看紀錄」、重溫節目不設廣告、於直播頻道中可供查看近30分鐘內播出的內容。
myTV+於2010年10月19日起推出測試版，至2011年10月8日結束，已註冊用戶可享用7天免費試用期，服務範圍包括香港、澳門、澳洲、印度、印尼、日本、南韓、菲律賓、俄羅斯聯邦、台灣、泰國、英國及越南。隨後無綫電視基於網路發展差異，決定先保持與各地之本土電視網絡合作，直至2016年正式全資成立新公司推出以外語為基礎的TVB Anywhere，與及在舊有海外華語頻道之上新增點播服務的encoreTVB。

## 記事
- 2008年11月：TVB.COM成立的互聯網電視平台myTV。
- 2009年1月起：myTV提供互動新聞台24小時的網上直播頻道，並採用實時串流（Live streaming）技術同步發放電視訊號[7]。
- 2009年4月：MSN HK 為了慶祝 MSN 10周年，特別與 tvb.com 合作提供推出「MyTV X MSN」頻道，讓 Windows Live Messenger 9.0 用戶重溫 myTV其中5條精彩節目頻道，包括綜藝、飲食、旅遊、娛樂及音樂[8]。
- 2009年9月：MSN 與 tvb.com 進一步打造全新「myTV x MSN 2.0」，新增多條精選節目頻道，另外介面亦經過重新設計，包括加入全新「搜尋影片」功能[9]。
- 2009年9月起：中止包括澳門在內的香港以外地區用戶觀看myTV任何節目[10]。
- 2010年5月起：為迎接中國2010年上海世界博覽會，myTV增設「上海世博」分類，讓用戶重溫有關上海世博會的節目，包括「東張西望 - 遊上海見證世博」、「上海闖蕩」、「上海最前線 – 展館行」、「上海最前線 – 飲食篇」、「上海世博特輯 – 新雙城記」等。
- 2010年7月7日：myTV首次採用實時串流（Live streaming）技術進行戶外網上直播[11]。
- 2010年8月2日起：開始擴展高清翡翠台的直播時間至每日黃金時段，同步直播劇集、綜藝節目、新聞等。不過，以下節目因版權問題無法進行直播，包括《超級巨聲2》、《高清好戲派》及《巨聲工房》等[12]（《超級巨聲2》及《巨聲工房》後期已可提供直播[13]）。另外亦會直播J2的《兄弟幫》。
- 2010年9月7日起：解決部份節目版權問題，開始網上直播J2的《巨聲工房》。[14]
- 2010年9月12日：解決節目版權問題，網上直播《超級巨聲2》。[14]
- 2010年9月18日：宣佈除劇集維持7天觀賞時間外，其餘所有節目只保留30天（包括舊有節目，即原本已上傳亦只會保留到10月18日，其後改為60日）。[6]
- 2010年10月19日：開始測試myTV+新平台。
- 2011年10月8日：結束myTV+測試用戶登記。[15]
- 2011年10月9日：myTV首次提供30天電影重溫，該電影為《Laughing Gor之變節》。
- 2011年10月17日起：開始擴展高清翡翠台的直播時間至全日24小時。
- 2011年11月7日：myTV採用全新版面及升級功能，部分參照自myTV+測試版的版面及功能。同時，亦推出myTV智能手機應用程式，供Apple及Android用戶免費下載使用。[16]
- 2011年11月28日起：開始擴展J2的直播時間至全日24小時。
- 2011年12月5日：首次開放myTV幕後獨家直撃頻道，直播萬千星輝頒獎典禮的紅地氈現場及得獎者於後台接受傳媒採訪實況。[17]
- 2012年1月1日：myTV於《天與地》大結局播映後提供全劇30集足本重溫，並延長保留日數至30日，為myTV首套獲此特殊安排的自製劇集。[18]
- 2013年6月15日：myTV首度為國際級足球賽事——2013年洲際國家盃及2013年U20世界盃足球賽安排直播頻道及節目重溫。
- 2013年8月起：澳門地區用戶已可以觀看myTV任何節目。
- 2013年10月16日：myTV網上及流動版正式推出新版本，支援播放720P高清格式的影片。翡翠台及高清翡翠台的黃金時段劇集，亦會提早在播出當晚的11:30開始上載節目重溫。[19]
- 2013年11月30日，TVB在2014节目巡礼上公布myTV服务将扩展至广东省。
- 2015年5月29日起：開始提供翡翠台24小時的網上直播頻道。
- 2015年8月1日起，配合亞洲電視不獲續牌，賽馬直擊粵語版及英語版提供myTV直播。
- 2016年2月22日起：高清翡翠台改名為J5，並繼續24小時的網上直播頻道。
- 2016年4月6日起：開始提供明珠台24小時的網上直播頻道。而這也標誌着無綫現時所有的免費數碼頻道均提供網上直播。
- 2016年初起，Windows8和10版本之myTV應用程式開始運作不暢，年中更被停止技術支援。
- 2016年11月16日起，原myTV手機應用程式服務終止，免費頻道直播和節目點播服務將由myTV SUPER之免費區繼承，而myTV網上版則不受影響。
- 2017年4月17日起，原myTV網上版上服務終止，免費頻道直播和節目點播服務由myTV SUPER之免費區繼承。

## 參看
- 電視廣播有限公司
- myTV SUPER

## 外部連結
- myTV網站
- 常見問題